# Emiliano Fernández
Emiliano Fernández, vollständiger Name Emiliano Joaquín Fernández García, (* 12. Dezember 1992 in Empalme Olmos) ist ein uruguayischer Fußballspieler.

## Karriere
Der 1,75 Meter große Mittelfeldakteur Fernández gehörte mindestens in der Saison 2012/13 dem Kader des in Montevideo beheimateten Vereins Central Español an. Zwölfmal lief er in jener Spielzeit in der Primera División auf. Ein Tor erzielte er nicht. Nach dem Abstieg seines Arbeitgebers in die Segunda División wechselte er im Juli 2013 zum Erstligisten Juventud, für den er in der Saison 2013/14 in sieben Partien (kein Tor) in der höchsten uruguayischen Spielklasse zum Einsatz kam. Im Juli 2014 schloss er sich dem Club Atlético Rentistas an. In der Spielzeit 2014/15 wurde er einmal (kein Tor) in der Primera División eingesetzt. Ende Januar 2015 wurde er an den Zweitligisten Club Atlético Torque ausgeliehen. Er lief in der Clausura 2015 neunmal in der Liga auf und schoss zwei Tore. Anschließend kehrte er zu Rentistas zurück. Weitere Kaderzugehörigkeiten oder gar Einsätze sind bislang (Stand: 12. August 2016) nicht verzeichnet.